# Psychotria philippensis
Psychotria philippensis là một loài thực vật có hoa trong họ Thiến thảo. Loài này được Cham. & Schltdl. miêu tả khoa học đầu tiên năm 1829.